# Parodia turbinata
Parodia turbinata là một loài thực vật có hoa trong họ Cactaceae. Loài này được (Arechav.) Hofacker mô tả khoa học đầu tiên năm 1998.

## Hình ảnh

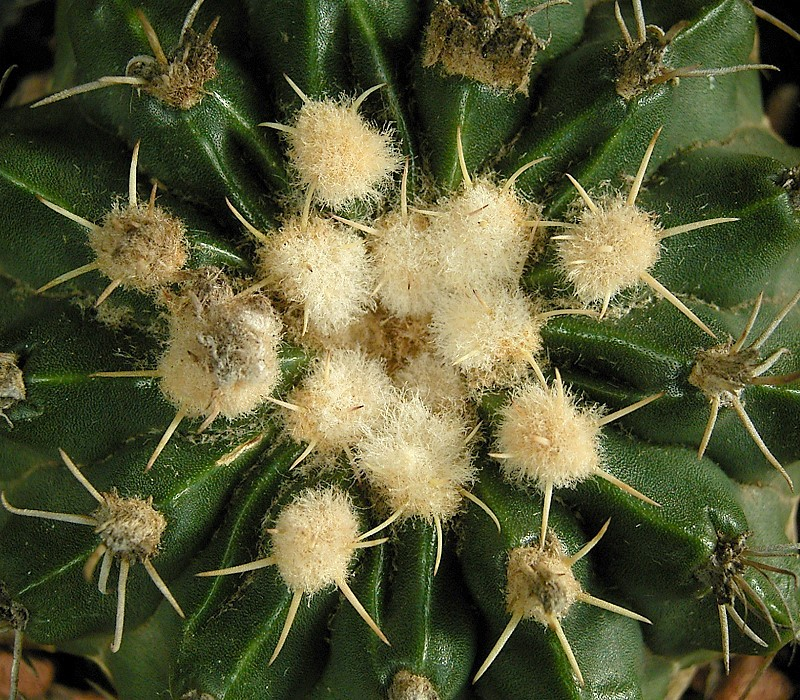